# Acino International
Die Acino International AG (bis Ende Januar 2016 Acino Holding AG) mit Sitz in Zürich ist ein in den Bereichen Generika und Pharmaspezialitäten international tätiges Schweizer Unternehmen. Die Unternehmensgruppe beschäftigt rund 1300 Mitarbeiter und erwirtschaftete 2013 einen Umsatz von knapp 300 Millionen Euro. Das Unternehmen war zeitweise an der Schweizer Börse SIX Swiss Exchange kotiert, die nach einer Übernahme im Jahr 2013 noch im Umlauf befindlichen Aktien wurden jedoch mit Wirkung zum 17. September 2014 aus dem Handel genommen.

## Tätigkeitsgebiet
Acino ist auf die Entwicklung, Registrierung und Herstellung von generischen und patentgeschützten Pharmazeutika mit komplexen Formulierungstechnologien spezialisiert. Mit Fokus auf feste orale Darreichungsformen mit modifizierter Wirkstofffreisetzung, therapeutische Systeme zur transdermalen Wirkstoffabgabe wie Pflaster und bioabbaubare, subkutane Implantate beliefert Acino verschiedene Anbieter auf den europäischen Arzneimittelmärkten.
Neben seinem Hauptsitz in Zürich verfügt das Unternehmen über Standorte in Liesberg (Schweiz) sowie in Aesch (Schweiz).
Der Standort in Liesberg fokussiert sich auf feste Darreichungsformen mit verzögerter Wirkstofffreisetzung. Zusätzlich zur Entwicklung und Herstellung von Spezialitätengenerika werden komplementäre Dienstleistungen wie Registrierung, Wirkstoffbeschaffung, Verpackung und Logistik ausgeführt.
Am Standort Aesch befindet sich das neue Fabrikations- und Logistikgebäude. Es umfasst unter anderem rund 3000 m² Fabrikationsfläche und ein vollautomatisches Hochregallager mit 8000 Palettenplätzen.

## Geschichte
Das Unternehmen wurde 1836 anlässlich der Entdeckung eines Kochsalzlagers als erste schweizerische Saline auf dem heutigen Industriegebiet Schweizerhalle gegründet. Im darauf folgenden Jahrzehnt wurde die Saline in eine chemische Fabrik umgewandelt, die «chemische Fabrik auf Schweizerhalle», welche sich auf die Fabrikation von Chemikalien spezialisierte. Zur Jahrhundertwende wurden die Geschäftszweige um das Petrolgeschäft und eine Futtermittelabteilung erweitert. Zwischen den beiden Weltkriegen wurde neben der Produktion von Chemikalien der Handel als weiteres Standbein eingeführt. Schweizerhall vertrieb unter anderem Getreide, Futtermittel, Mineralöle, Pharmarohstoffe und Düngemittel.
Mit dem Kauf der Aerosol-Service AG in Möhlin, ein Unternehmen im Parfümbereich, kam Ende der 1970er Jahre ein weiterer Unternehmenszweig hinzu. Dieser wurde in den Folgejahren weiter ausgebaut. Mit Boucheron, Place Vendôme Paris, einem der exklusivsten Juweliere weltweit, wurde ein 30-jähriger Lizenzvertrag abgeschlossen. Wenige Jahre später war Schweizerhall mit der Marke Boucheron in 90 Ländern vertreten. In der Folge übernahm Schweizerhall das Pariser Traditionshaus vollständig.
Die Internationalisierung in den Sektoren Chemie und Pharma erfolgte weitgehend durch Akquisitionen. Der Erlös aus dem Verkauf von Boucheron an Gucci im Jahre 2000 verschaffte Schweizerhall einen neuen Handlungs- und Entwicklungsspielraum um eine Dualstrategie bestehend aus dem traditionellen schweizerischen Chemie-Geschäft einerseits und Beteiligungen in den Bereichen Healthcare, Biotechnologie und Life Science andererseits zu verfolgen.
2001 wurden die internationalen Aktivitäten im Pharmahandel gegen eine Beteiligung an der Aceto Corp. veräussert. Die Aktiven der amerikanischen Tochtergesellschaft für Kundensynthese, Schweizerhall Greenville Inc., wurden im Jahre 2002 gegen eine Beteiligung an der ebenfalls in der Kundensynthese tätigen IRIX Pharmaceuticals Inc. getauscht. Im selben Jahr wurde ein diversifiziertes Portfolio von 14 Beteiligungen an Biotechnologie Unternehmen von der Genfer Privatbank Lombard Odier Darier Hentsch & Cie. aus deren Immunologie-Fonds übernommen.
2004 erfolgte der Einstieg in den stark wachsenden europäischen Generikamarkt durch den Kauf des auf feste Darreichungsformen mit kontrollierter Wirkstofffreisetzung spezialisierten Generikazulieferers CIMEX Pharma AG. Die Neupositionierung der Schweizerhall Gruppe im Pharmamarkt wurde 2006 durch den Kauf der in Miesbach bei München ansässigen Novosis AG weiter vorangetrieben. Im Zuge der Neuausrichtung auf den Pharmabereich verkaufte die Unternehmensgruppe im Mai 2006 ihr früheres Herzstück, die Schweizerhall Chemie AG, an die Brenntag AG.
An der am 28. März 2008 stattgefundenen Generalversammlung stimmten die Aktionäre der Umbenennung der Schweizerhall Holding AG und ihrer Tochtergesellschaften in Acino zu. Die Umfirmierung wurde Ende August 2008 vollzogen.
Im Februar 2012 schloss Acino die Übernahme der internationalen Geschäftsaktivitäten des Schweizer Pharmaunternehmens Mepha ab. Ebenfalls übernommen wurde der Mepha-Standort in Aesch, der auch Produktionsanlagen sowie die Forschung und Entwicklung umfasst.
Im Oktober 2013 wurde durch Pharma Strategy Partners GmbH, eine hundertprozentige Tochtergesellschaft von Avista Capital Partners und Nordic Capital, ein öffentliches Kaufangebot für alle sich im Publikum befindenden Namenaktien der Acino Holding AG abgegeben.
Nach Ablauf der Nachfrist zum 5. Dezember 2013 konnte die Übernahme als vollzogen gemeldet werden, da über 90 % der Aktien erworben werden konnten.
Im November 2016 gab Acino den Verkauf seiner Transdermalpflaster und Implantat abteilung in Miesbach an das Luye Pharma Group Ltd. bekannt.